# Статілія Мессаліна
Статілія Мессаліна (35 — після 75) — третя дружина римського імператора Нерона.

## Життєпис
Походила з роду нобілів Статіліїв. Донька Тіта Стаілія Тавра, консула 44 року. Про молоді роки мало відомостей. Статілія тричі розлучалася з чоловіками. На початку 60—х років стала коханкою імператора Нерона. Попри це, десь у 63 або 64 році вийшла заміж в четвертий раз за Марка Юлія Вестіна Аттіка, консула 65 року. Незабаром народила тому сина — Аттіка.
У 65 році Нерон розпорядився заарештувати Вестіна, до якого відчував особисту ненависть, проте той наклав на себе руки. У травні 66 року Статілія Мессаліна вийшла заміж за Нерона й супроводжувала його у поїздці до Греції. Після смерті Нерона з Мессаліною планував одружитися Марк Сальвій Отон, проте шлюб не відбувся через його поразку та загибель. В подальшому Статілія зберігала своє блискуче становище у суспільстві завдяки своїм багатству, розуму та красі. Втім точна дата її смерті не відома.